# 299 av. J.-C.
Cette page concerne l'année 299 av. J.-C. du calendrier julien proleptique.

## Événements
- 27 février (1er avril du calendrier romain) : début à Rome du consulat de Marcus Fulvius Paetinus et Titus Manlius Torquatus[1].
  - Prise de Nequinum par le consul Fulvius où une colonie est envoyée pour contenir les Ombriens (future Narni)[2].
  - Incursion de Gaulois en Étrurie ; ils font alliance avec les Étrusques contre Rome[2].
  - Traité de Rome avec des Picéniens pour qu'ils ne rejoignent pas la coalition anti-romaine[2].
  - Torquatus, envoyé en campagne en Étrurie, meurt des suites d'une chute de cheval. Marcus Valerius Corvus est élu consul suffect[2].
  - Le nombre de tribus est porté à 33 par la création des tribus rurales Aniensis et Teretina[2].
  - Agitation populaire à Rome. Appius Claudius intervient pour défendre le Sénat, qui tentait d'écarter les plébéiens des sièges consulaires, contre les attaques du tribun M. Curius Dentatus[3].
- Printemps : Démétrios Ier Poliorcète débarque en Cilicie où il renverse Pleistarchos[4].
- Arsinoé II, fille de Ptolémée Ier Sôtêr épouse Lysimaque, roi de Thrace[5] (ou 298 av. J.-C.).
- Agathocle de Syracuse dégage Corcyre, assiégée par Cassandre de Macédoine. Il incendie la flotte macédonienne mais ne parvient pas à achever sa victoire et les forces de Cassandre échappent à la destruction[6].
- Début du règne de Pharnabaze Ier, premier roi de Karthlie ou Ibérie (l'actuelle Géorgie, fin en 234 av. J.-C.)[7] (302–237 av. J.-C. selon le Prince Vakhusht, 299–234 av. J.-C. selon Cyril Toumanoff et 284–219 av. J.-C. selon Pavle Ingoroqva)[8].
- En Chine, le roi de Qin Zhaoxiang (306-251) invite le roi Huai de Chu pour conclure un accord de paix ; il prend Huai en otage pour lui extorquer des concessions territoriales. Devant le refus du roi, Qin déclare la guerre à Chu[9].
- Fin de la période décrite par les Annales de Bambou en Chine[10].

## Décès
- Titus Manlius Torquatus, consul romain.